# Superhero Movie
Superhero Movie (conocida como Superhéroes: la película en Hispanoamérica) es una película estadounidense de 2008, parodia de la película Spider-Man (2002) de los creadores de la trilogía Naked Gun (La pistola desnuda), Scary Movie 3 y Scary Movie 4.
Este proyecto, que fue anunciado desde el año 2004, entró el 21 de septiembre de 2007 en producción.
Su rodaje tuvo lugar en Los Ángeles (Estados Unidos) y fue estrenada el 28 de marzo de 2008.

## Argumento
Rick Ricker es un perdedor que vive con sus tíos, Lucille y Albert, en Empire City, y está enamorado de su vecina y compañera de escuela, Jill Johnson, cuyo novio, Lance Landers, siempre molesta a Rick. Un día, durante una excursión escolar a los laboratorios de genética del tío de Lance, Lou Landers (quien está siendo afectado por una enfermedad terminal), Rick es picado por una libélula experimental y adquiere superpoderes relacionados con el insecto.
En los laboratorios, el Sr Landers prueba en sí mismo una máquina experimental diseñada para rejuvenecer el cuerpo y curar su enfermedad, pero la máquina falla y termina concediéndole el poder de absorber la juventud de las personas cuando las toca. Con sus nuevos poderes decide asesinar a toda la junta directiva de su compañía y se transforma en el supervillano Reloj de Arena. Minutos después de Acción de Gracias, Reloj de Arena vuelve y asesina a tía Lucille.
Ahora, Rick tendrá que enfrentar a este nuevo villano, ganarse el poder de volar y conquistar a la chica.

## Reparto
- Drake Bell como Rick Riker/La Libélula.
- Sara Paxton como Jill Johnson.
- Christopher McDonald como Lou Landers/Reloj de Arena.
- Leslie Nielsen como Tío Albert Adams.
- Kevin Hart como Trey (mejor amigo de Rick).
- Marion Ross como la tía Lucille.
- Ryan Hansen como Lance Landers.
- Keith David como el jefe de policía.
- Brent Spiner como el Dr. Mendel Stromm
- Robert Joy como el Dr. Stephen Hawking (1942-2018).
- Jeffrey Tambor como Dr. Whitby.
- Robert Hays como Blaine Riker.
- Nicole Sullivan como Julia Riker.
- Tracy Morgan como el profesor Charles Xavier.
- Regina Hall como la señora Xavier.
- Craig Bierko como Wolverine (escena eliminada).
- Hugh Jackman como Wolverine.
- Simon Rex como la Antorcha Humana.
- Dan Castellaneta como Carlson.
- Pamela Anderson como la Mujer Invisible.
- Miles Fisher como el actor Tom Cruise.
- Charlene Tilton como la madre de Jills.
- Craig Mazin como «Bueno, vuelvo».
- Aki Aleong como el dalái lama.
- Kurt Fuller como el Sr. Thompson, gerente del Banco Oficial de Crédito.
- Charles W. Gray como el pordiosero que dice «Gracias por el préstamo, Sr. Thompson».
- Howard Mungo como Nelson Mandela.
- David McKnight como el obispo Desmond Tutu.
- Marisa Lauren como Storm/Tormenta.
- Atom Gorelick como Reed Richards (el Chico Elástico).
- Alison Woods como la Chica Elástica.
- Julie Van como Neo-Batgirl.
- Sam Cohen como Rick niño.
- Eric Artell como Sneezo.
- Sean Simms como Barry Bonds.
- Brian Carpenter como Matthews.
- Vincent Larusso como un ladrón de banco.
- Anna Osceola como «Dr. Hawking, soy una fan».
- Jenica Bergere como la mujer que grita «¡Sr. Landers!»
- Byrne Offutt como el periodista Ed.
- Vic Polizos como Undertaker.
- Kent Shocknek como un presentador de noticias.
- Amanda Carlin como la directora.
- Clay Greenbush como esposo de la mujer rubia muerta.
- Jonathan Chase como el observador n.º 1.
- Kourtney Kaas como observador n.º 2.
- Karlton Johnson como el camionero.
- Wendy L. Walsh como reportero en vivo (como Wendy Walsh).
- Ian Patrick Williams como el rey de Suecia.
- Elisabeth Noone como «Tómame....»
- Freddie Pierce como Tony Bennett.
- Steve Monroe como Nerdy Dragonfly.
- Jeremiah Hu como Asian Hourglass.
- Matt Champagne como «¡Disculpe, no hay una línea!»
- Susan Breslau como Mourner.
- Nick Kiriazis como oficial de policía.
- Aubrie Lemon como mujer rubia muerta.
- Ajay Mehta como propietario de la tienda de conveniencias.
- Marque Richardson como el hijo mayor de Javier.
- Cameron Ali Sims como hijo del profesor  Xavier.
- Kimberly 'Lil' Kim' Jones como hija del profesor Xavier.
- Jordan Rubin como hombre que interactúa con Wolverine (escena eliminada).
- Shanna Beauchamp como estudiante.
- James J. Burke como usuario de YouTube.
- Timothy Farmer como niños en el Beanie Naranja.
- Catherine Hewson como presentador de premios.
- Hollis Hill como Hombre tutu #2.
- Whitney Ann Jenkins como Superhéroe Rosa.
- Seth McCook como Hombre Paperclip.
- Alan Mueting como el hombre de seguridad.
- Steven Jay Porus como el hombre peludo, profesor de la escuela secundaria donde estudia Rick.
- Gene Richards como Chicken Man (el hombre pollo).
- Thomas Rosales Jr como bandido en el callejón

## Parodias
- Spider-Man: La parodia principal que hace girar la película. En esta película en vez de una araña se trata de una libélula. Peter Parker es parodiado como Rick Riker (Drake Bell). El tío Ben de Spider-Man es tío Albert (Leslie Nielsen) y, en vez de morir, se pone en un coma del que se recupera. La tía May es encarnada por tía Lucille (Marion Ross) y muere asesinada por Reloj de Arena. Mary Jane Watson se personifica como Jill Johnson (Sara Paxton) y es rubia.
- Spider-Man 2: La escena en donde Rick está en el banco con la tía y cuando se desmaya al golpearse con la lámpara y se enfoca su pecho, similar a la escena del tren de Spider-Man 2, la escena en donde el tío Albert dice que encontró el disfraz de la libélula en la basura. Y Jill aquí descubre que Rick es La Libélula
- Spider-Man 3: Cuando Rick le arroja una esfera dorada al reloj de arena, la muerte del Reloj de Arena.
- Chicas malas: La parte en que están en el autobús y muestran los diferentes grupos que existen entre los adolescentes.
- X-Men: La escena de la escuela de superhéroes y Reloj de Arena (su traje se parece al de Magneto). En la escuela de superhéroes (que le es enseñada por el Profesor Xavier) Rick encuentra a Storm, Wolverine, Cíclope, la Mujer Invisible, Kitty Pryde y la esposa e hijos del Profesor Xavier.
- Batman Begins: La parte en que los padres de Rick mueren en un callejón saliendo de la ópera, cómo es el traje de Libélula (el símbolo, la sombra negra en los ojos y las antenas), cuando Rick se despierta luego de haberse desmayado y pregunta «¿Cuanto tiempo dormi?» y le responden «Cinco días», similar a una escena de Batman Begins, cuando Rick desaparece después de que un hombre dice que hay problemas, cuando la libélula se posa sobre una gárgola para vigilar la ciudad.
- Los 4 Fantásticos: La parte donde Rick se estrella contra un camión como la Mole, la Mujer Invisible se pelea con la esposa del profesor Xavier y la escena donde la Antorcha Humana se encuentra con la Libélula.
- ¿Y donde está el piloto? 2: Cuando los ejecutivos esperan a Landers, uno de ellos ve un cuadro de Landers, que en realidad es Landers tras un cristal. Escena igual a la de la base lunar con el capitán Murdock.
- La pistola desnuda 2 1/2: El olor del miedo: Donde Leslie Nielsen en la película llega y entrevista a un testigo que se encuentra moribundo, y donde lo está interrogando en el piso, el testigo menciona que le está aplastando las «pelotas», escena que es similar a cuando la libélula encuentra a su tío Albert después de recibir un disparo.
- Scarface: Uno de los grupos que aparece en el autobús.
- El Señor de los Anillos: Uno de los grupos que aparece en el autobús.
- Superman Returns: Cuando Jill y Libélula están cayendo desde un edificio y este último vuela.
- La ciudad donde vive Rick Ricker se llama Empire City, parodia a la ciudad donde vive Cole MacGrath, protagonista de la saga inFamous.

## Producción y lanzamiento

### La gestación del proyecto
El actor cómico Leslie Nielsen se reunió con David Zucker para iniciar la preparación de un nuevo proyecto. En una entrevista para CANOE, Nielsen declaró que «No será una continuación de Naked Gun pero el humor será el mismo o similar».
Meses después llega desde Dimension Films un anuncio oficial: el equipo de Scary Movie 3 prepara una nueva comedia llamada ¡Superhero! que se estrenará en 2005. Pero los continuos retrasos en la producción de Scary Movie 4 llevan a este proyecto hasta el 2008.
Tras el estreno de Scary Movie 4 en abril de 2006 David Zucker (en principio la persona que la iba a dirigir) declaró en una entrevista para Superherohype que en Superhero! no utilizaremos un superhéroe existente, crearemos el nuestro con sus propios poderes».
Continúa diciendo cosas interesantes como «Es un género maduro, mire Superman, X-Men, Los 4 Fantásticos, todas ellas tiene historias comunes y creo que se puede sacar algo gracioso de esas películas».
En otra entrevista Craig Mazin confirma las declaraciones de Leslie Nielsen en 2004 al decir que quieren una comedia estilo Naked Gun y no Scary Movie y con un personaje protagonista similar a Frank Drebin.

### El anuncio oficial
El 21 de septiembre de 2007, Dimension Films hizo oficial los fichajes de los veteranos Leslie Nielsen (ya confirmado oficialmente por la web Movie Hole para Superhero Movie y Scary Movie 5),
Christopher McDonald,
Marion Ross,
Jeffrey Tambor y
Brent Spiner.
El resto de actores que aportaron juventud a la película son
Drake Bell,
Sara Paxton,
Ryan Hansen y
Kevin Hart.
El rodaje se desarrolló en Los Ángeles.